# Fritz Weber (Schriftsteller)

Fritz Weber während des Ersten Weltkrieges als Leutnant

Fritz Weber (* 4. Juni 1895 in Wien; † 1. Juni 1972 ebenda) war ein österreichischer Schriftsteller und Erzähler.

## Leben

### Im Ersten Weltkrieg
Von 1910 bis 1915 besuchte er die Artillerie-Kadettenschule in Traiskirchen (Niederösterreich). Im Mai 1915 rückte er als Fähnrich des Festungsartillerie-Bataillons Nr. 6 in das Panzerwerk Verle (300 Mann, 10 Geschütze, 15 Maschinengewehre) an der italienischen Front im Ersten Weltkrieg ein. Er kommandierte dort eine Traditorenbatterie und eine Maschinengewehr-Abteilung und wurde am 1. September 1915 zum Leutnant befördert. In seinen Kriegsbüchern schildert er, dass der Kommandant im Zuge schwerer italienischer Beschießungen mit dem Großteil der Besatzung das Fort räumte, und Weber gemeinsam mit einem weiteren Fähnrich und 50 Mann Besatzung im Werk Verle verblieb. Nach der Rückkehr der Besatzung unter einem neuen Kommandanten kämpfte Weber bis zum Juni 1916 in Fort Verle. Während dieser Zeit lernte er Luis Trenker kennen und beide schlossen Freundschaft. Das Fort wurde später weitgehend geräumt.
Webers Kriegseinsatz nach seiner Zeit in Fort Verle lässt sich ausschließlich aus seinen Kriegsbüchern rekonstruieren. Demnach nahm er an der Südtiroloffensive 1916 teil, erlebte die Sprengung des Monte Cimone im September 1916 mit und kämpfte auch am Monte Pasubio. Im April 1917 wurde seine Einheit ins Sugana-Tal verlegt und im August 1917 an die Isonzofront. Hier nahm Weber an der Elften und Zwölften Isonzoschlacht teil und im Juni 1918 auch an der Zweiten Piaveschlacht. Nach dem Zusammenbruch der Donaumonarchie kehrte er als Hauptmann mit seiner Batterie über den Semmering nach Wien zurück, wo er die verbliebene Ausrüstung im Arsenal abgab.

### Zwischenkriegszeit
Nach dem Krieg studierte Weber zunächst sechs Semester Rechts- und Staatswissenschaften, ehe er für die italienisch-österreichische Grenzvermessungskommission bei der Vermessung der neuen Grenze am Brennerpass arbeitete. Nach seiner Rückkehr nach Wien begann er, sich journalistisch und schriftstellerisch zu betätigen. 1923 veröffentlichte er das Festspiel Morgenröte. Ein deutsches Heldenlied. Ab 1925 widmete er sich ausschließlich dem Schreiben. Unter anderem war er Mitarbeiter der Neue Freie Presse. 1926 heiratete er Herta Demmer. 1930 erschien der utopische Roman Die Toten der Svea (1930). Ab 1931 verfasste er mehrere Bücher über die Kriegsereignisse an der Südfront und die zwölf Isonzo-Schlachten im Ersten Weltkrieg. Übersetzungen wurden auch in Italien verlegt. In der zweiten Hälfte der 1930er Jahre schrieb Weber wieder Romane. Es kam zur Zusammenarbeit mit Luis Trenker, für den er als „Ghostwriter“ tätig wurde. Als Ergebnis dieser Zusammenarbeit erschienen vor und während des Zweiten Weltkriegs die Romane Sperrfort Rocca Alta, Der Feuerteufel, Hauptmann Ladurner und Sterne über den Gipfeln. Fritz Weber verfasste auch das Drehbuch zu Luis Trenkers Film Der Rebell.
Parallel dazu begann Weber, wieder als Journalist zu arbeiten. Er wurde Redakteur von Tageszeitungen und der Wochenendausgabe des Wiener Tagblatt. Nach eigenen Angaben
war er von 1919 bis 1932 Mitglied der Großdeutschen Volkspartei. Am 27. März 1933 trat er in die österreichische NSDAP ein (Mitgliedsnummer 1.529.403). Außerdem gehörte er der SA an. Nach dem Verbot der NSDAP wurde er als Redakteur entlassen und übersiedelte nach München, wo er seit dem 1. Januar 1934 Hauptschriftleiter und Redakteur der Welt am Sonntag war. Kurz nach dem Anschluss Österreichs kehrte er im März 1938 nach Wien zurück, wo er Hauptschriftleiter der Neuen Freien Presse und des Neuen Wiener Tagblatts wurde und sich selbst als Nationalsozialist darstellte.

### Zweiter Weltkrieg und danach
1940 wurde Weber als Hauptmann in den Kriegsdienst eingezogen. Er lehnte die Leitung einer Berichterstatterkompanie ab und kam nach Griechenland und Jugoslawien, wo er im Stab arbeitete. Gegen Kriegsende war er kurz an der italienischen Front und geriet 1945 in amerikanische Kriegsgefangenschaft. Nach seiner Entlassung lebte er in Grieskirchen (Oberösterreich) und in Mattsee (Salzburg).
Ende der 1940er Jahre erfolgte Webers Scheidung. Anlässlich einer Lesung aus seinem Buch Das Ende einer Armee lernte er 1949 in Unterach am Attersee Gertraud Athenstaedt – eine Tochter des Erfinders Viktor Kaplan – kennen, die er 1949 heiratete. Aus dieser Ehe stammen zwei Söhne und eine Tochter.
Anfang der 1950er Jahre kam es zum Bruch mit Luis Trenker, nachdem dieser die Urheberschaft Fritz Webers an den oben genannten Büchern bestritten hatte. Fritz Weber brachte am 25. August 1954 in dieser Frage eine Feststellungsklage ein. Für Julius Ringel verfasste er 1956 Hurra, die Gams! Ein Gedenkbuch für die Soldaten der 5. Gebirgsdivision. 1958 zog er nach Wien. 1961 ließ er sich wieder scheiden. Ab 1962 lebte er in Salzburg.
1970 erkrankte Weber schwer und starb 1972 in Wien. Er wurde am Dorffriedhof von Mattsee beigesetzt.

## Werk
Webers bekannteste Werke sind seine Kriegserinnerungen und Kriegsbücher aus den 1930er Jahren. Sie wurden auch nach 1945 immer wieder neu aufgelegt. Neben Luis Trenker und dem Militärhistoriker Heinz von Lichem gilt Weber als bekanntester „Erinnerungsproduzent“ für die Ereignisse an der österreichischen Südwestfront. Laut Christa Hämmerle ist Weber „ein besonders viel zitierter Protagonist der lange von Offizieren determinierten Erinnerungskultur an den Ersten Weltkrieg“. Zumal er auch auf das Schicksal der Mannschaften der k.u.k. Armee eingeht, figuriert er in der österreichischen Militärgeschichtsschreibung auch als der „österreichische Remarque“, eine Zuschreibung, die Hämmerle kritisiert.
Daneben veröffentlichte Weber vor wie nach 1945 eine Reihe von Romanen.

## Werke
Romane
- Die Trommel Gottes. Eher-Verlag, München 1936.
- Die Toten der Svea. Manz Verlag, München 1937.
- Im Feuerkreis der Liebe. Manz Verlag, München 1938.
- Sperrfort Rocca Alta. Knaur Verlag, Berlin 1938. (Luis Trenker, geschrieben von Fritz Weber)
- Der Feuerteufel: Ein Speckbacherroman. Knaur Verlag, Berlin 1940. (Luis Trenker, geschrieben von Fritz Weber, weitgehend textgleich mit Der Mann von Rinn)
- Hauptmann Ladurner: Ein Soldatenroman. Eher-Verlag, München 1940. (Luis Trenker, geschrieben von Fritz Weber)
- Sterne über den Gipfeln. Knaur Verlag, Berlin 1942. (Luis Trenker, geschrieben von Fritz Weber)
- Der zerrissene Himmel. Stocker, Graz; Leipzig 1943.
- Der römische Brunnen. Stocker. Graz; Wien 1946.
- Der Mann von Rinn. Stocker, Graz; Wien; Stuttgart 1949.
- Der Berg schweigt. Styria Steirische Verlagsanstalt, Graz; Wien 1951.
- Die Irrfahrt des Martin Rupp. Kremayr & Scheriau, Wien 1952.
- Das Paradies ohne Engel. Stocker, Graz; Göttingen 1957.
- Unsterbliche Geliebte du: Ein Roman um Südtirol. Stocker, Graz; Stuttgart 1960.

Novellen
- Frontkameraden. Kollitsch, Klagenfurt; Wien 1934.

Memoiren / Erlebnisberichte
Die Memoiren bestehen aus vier Teilen, die nicht in chronologischer Reihenfolge erschienen und später unter verschiedenen Titeln neu aufgelegt wurden.
- Das Ende der Armee. Steyrermühl, Leipzig; Wien; Berlin 1931. [Teil 4]
- Menschenmauer am Isonzo. Steyrermühl, Leipzig; Wien; Berlin 1932. [Teil 2]
- Sturm an der Piave. Steyrermühl, Leipzig; Wien; Berlin 1932. [Teil 3]
- Granaten und Lawinen. Steyrermühl, Leipzig; Wien; Berlin 1932. [Teil 1]

Neuauflagen aller 4 Teile unter den Titeln Das Ende einer Armee (1936, 1938) und Das Ende der alten Armee (1959).
Kriegshistorisches
- Feuer auf den Gipfeln: Südtiroler Alpenkrieg. Manz Verlag, Regensburg 1931.
- Isonzo 1915. Kollitsch, Klagenfurt; Wien 1933.
- Isonzo 1916. Kollitsch, Klagenfurt; Wien 1933.
- Isonzo 1917. Kollitsch, Klagenfurt; Wien 1933.
- Alpenkrieg. Kollitsch, Klagenfurt; Wien 1935.
- Hurra, die Gams: Ein Gedenkbuch für die Soldaten der 5. Gebirgsdivision. Stocker, Graz; Göttingen 1956. (Julius Ringel, geschrieben von Fritz Weber)

Gedichte, Satiren, Grotesken
- Der Weisheit letzter Schluß. Europäischer Verlag, Wien 1951.

Italienische Übersetzungen
- Tappe della disfatta (Das Ende einer Armee), Milano: Mursia 1965, Neuauflage 2004, ISBN 88-425-3324-6.
- Dal Monte Nero a Caporetto (Isonzo 1915, 1916, 1917), Milano: Mursia 1965, Neuauflage 2006, ISBN 88-425-3684-9.
- Guerra sulle Alpi 1915–1917 (Alpenkrieg), Milano: Mursia 1995, ISBN 88-425-1795-X.